# Maître de Chaource
Le Maître de Chaource — également connu comme le Maître de Sainte Marthe ou Maître aux Figures Tristes — est un sculpteur champenois anonyme du XVIe siècle. Une hypothèse longuement répandue, mais aujourd'hui très contestée, est qu'il s'agirait d'un certain Jacques Bachot, mentionné à Troyes entre 1497 et 1527 et à Joinville entre 1500 et 1505.
L'œuvre principale du Maître de Chaource est La Mise au tombeau datée de 1515 ; elle se trouve dans la chapelle du Sépulcre de l'église Saint-Jean-Baptiste de Chaource.

## Identité
Aucun nom n'a été retrouvé dans les différentes sources concernant les sculptures qui lui ont été attribuées (commande, paiement…).
Jacques Bachot est un sculpteur contemporain du maître de Chaource (début du XVIe siècle) et à peu près sur les mêmes lieux. Il a sculpté, en particulier, plusieurs œuvres à Troyes et dans l'église Saint-Laurent de Joinville (édifice aujourd'hui détruit mais dont l'hôtel de ville conserve un certain nombre de fragments statuaires), dont l'un, attribué au maître de Chaource, comprend des similarités stylistiques. Aujourd'hui, l'identification de Jacques Bachot au Maître de Chaource est rejetée.

## Principales œuvres
Elles sont toutes localisées en Champagne méridionale (autour de Troyes).

### La mise au tombeau
Cette sculpture imposante (190 × 300 × 122 cm) comprend un groupe de sept personnages mettant au tombeau le Christ, accompagnés de trois gardes. Il s'agit d'une commande de Jacqueline de Laignes et de Nicolas de Monstier. Elle est considérée comme l'un des plus beaux exemplaires de « mise au tombeau » d'Europe et sa restauration a pris fin en 2009.

### Autres œuvres

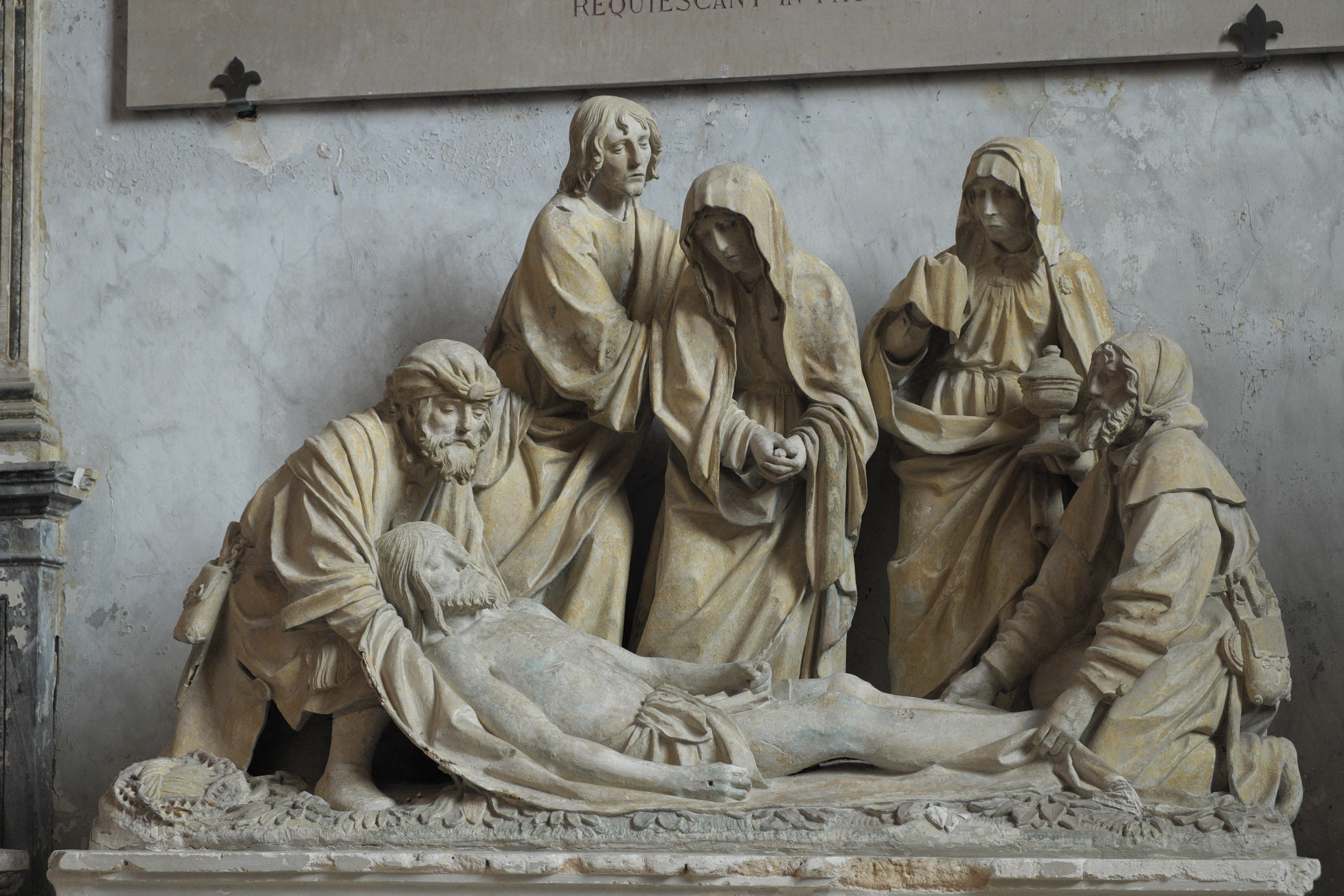
Mise au tombeau de l'église Notre-Dame de Villeneuve-l'Archevêque (1528).

Les attributions ont été faites principalement pour des raisons stylistiques, la qualité de ses œuvres tranchant avec celle de la statuaire contemporaine. Il n'est cependant pas complètement clair s'il s'agit d'œuvres du maître lui-même, issues de son atelier ou d'autres sculpteurs qui ont pu imiter son style.
- Vierge de calvaire et Saint Jean de calvaire : statues en bois situées dans l'église Saint-André à Saint-André-les-Vergers, le Saint Jean étant probablement plus l'œuvre de l'atelier que celle du maître lui-même, car comportant certaines imperfections[4] ;
- Vierge de pitié, statue polychrome, à l'église Saint-Martin de Bayel ;
- Déposition à l'église Notre-Dame de Villeneuve-l'Archevêque (1528) ;
- Sainte Marthe de l'église de la Madeleine de Troyes ;
- Déploration, statue en calcaire à l'église Saint-Jean-du-Marché de Troyes ;
- Retable aux apôtres à Marigny-le-Chatel, dont plusieurs morceaux ont été sciés et perdus ;
- Groupes sculptées et Christ tombant sous la croix, à l'église Saint-Nicolas de Troyes ;
- Christ à Feuges ;
- Mise au tombeau : sépulcre de l'église Saint-Jean-Baptiste de Chaource ;
- L’ "Ecce Homo" de la cathédrale Saint-Pierre-et-Saint-Paul de Troyes ;
- Autres œuvres du Maître de Chaource

Certaines de ses œuvres ont été présentées à l'Exposition Le Beau XVIe Siècle.

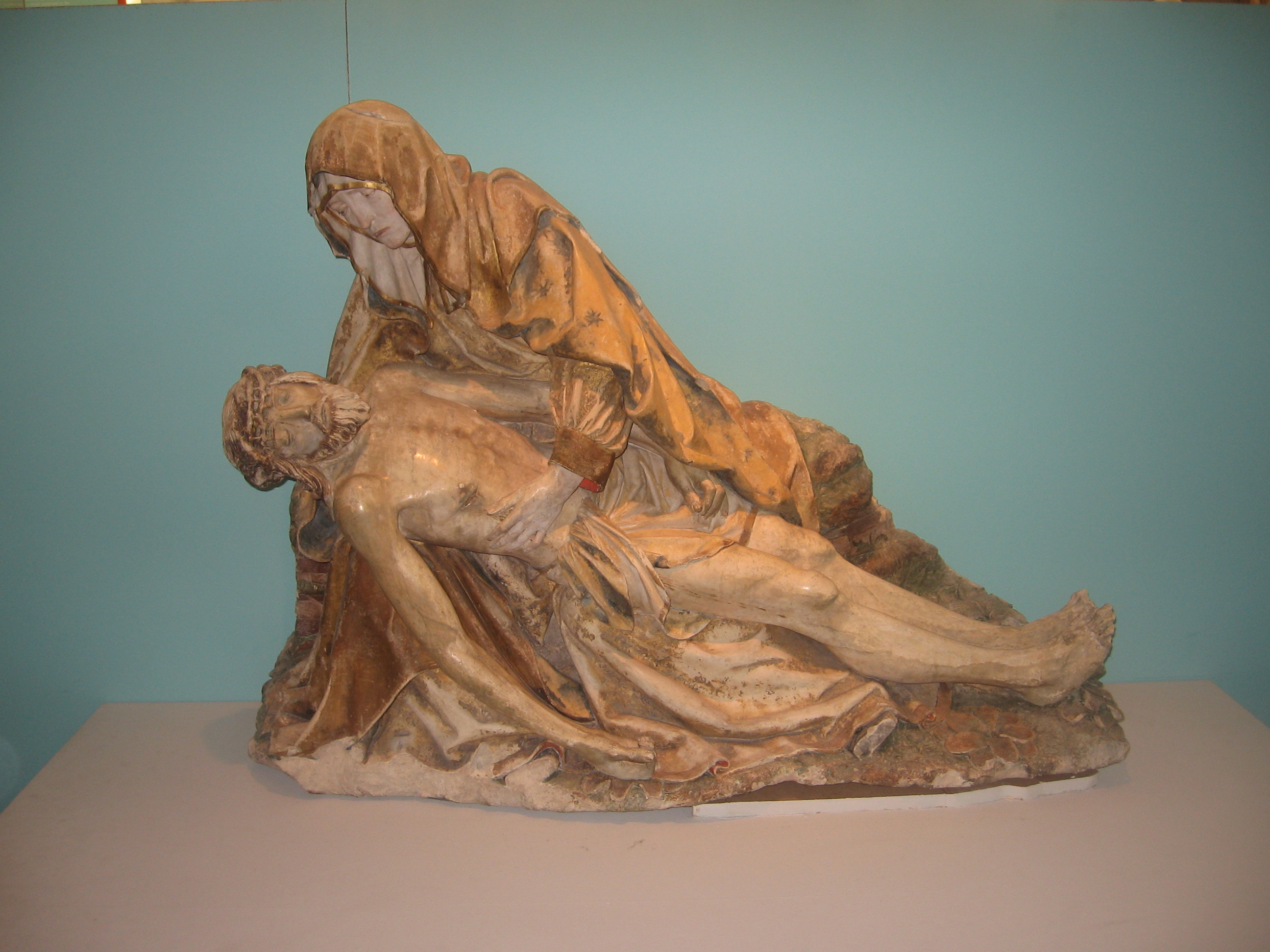
Vierge de pitié, Bayel
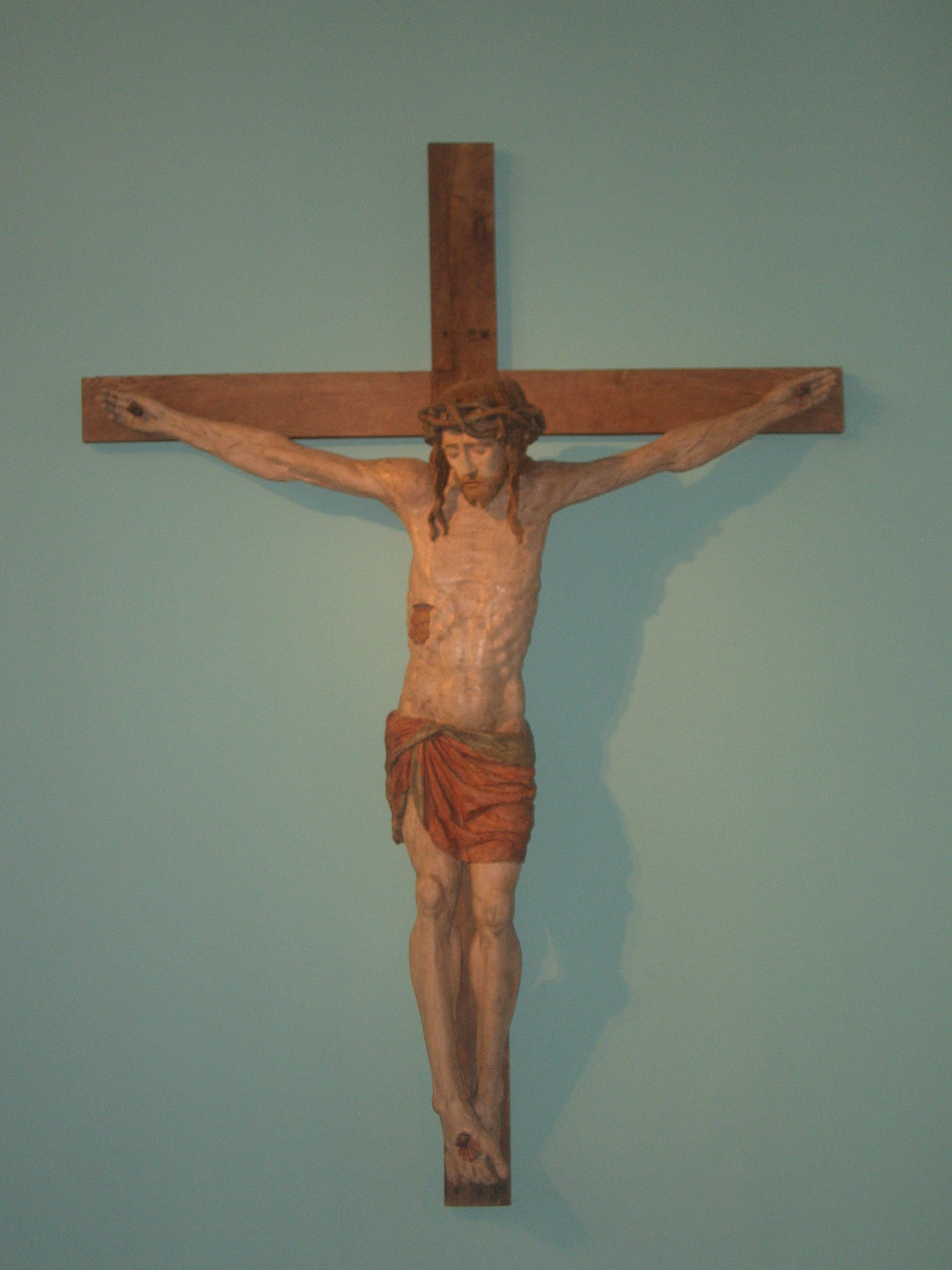
Le Christ en Croix, Feuges
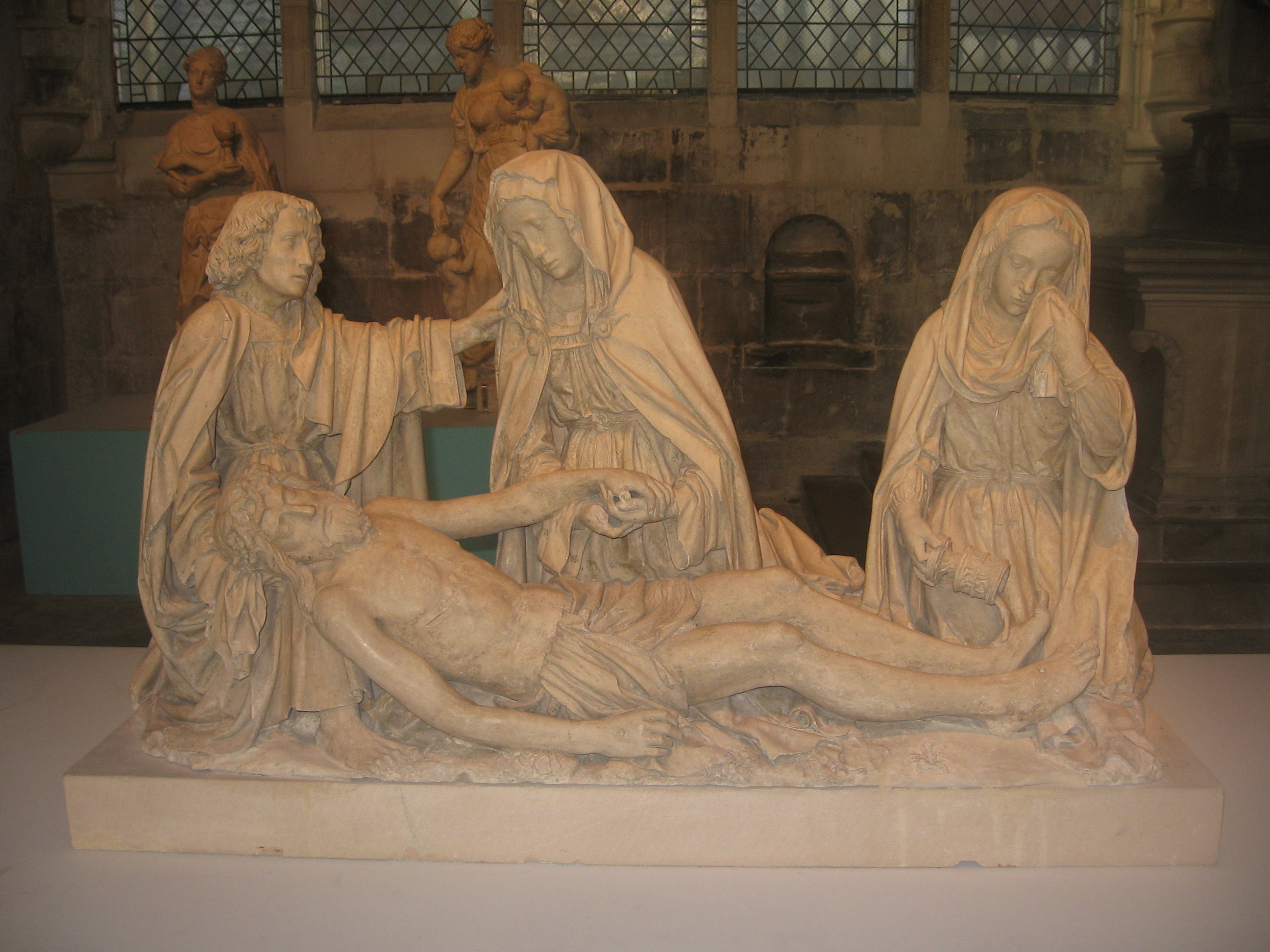
Déploration, Troyes
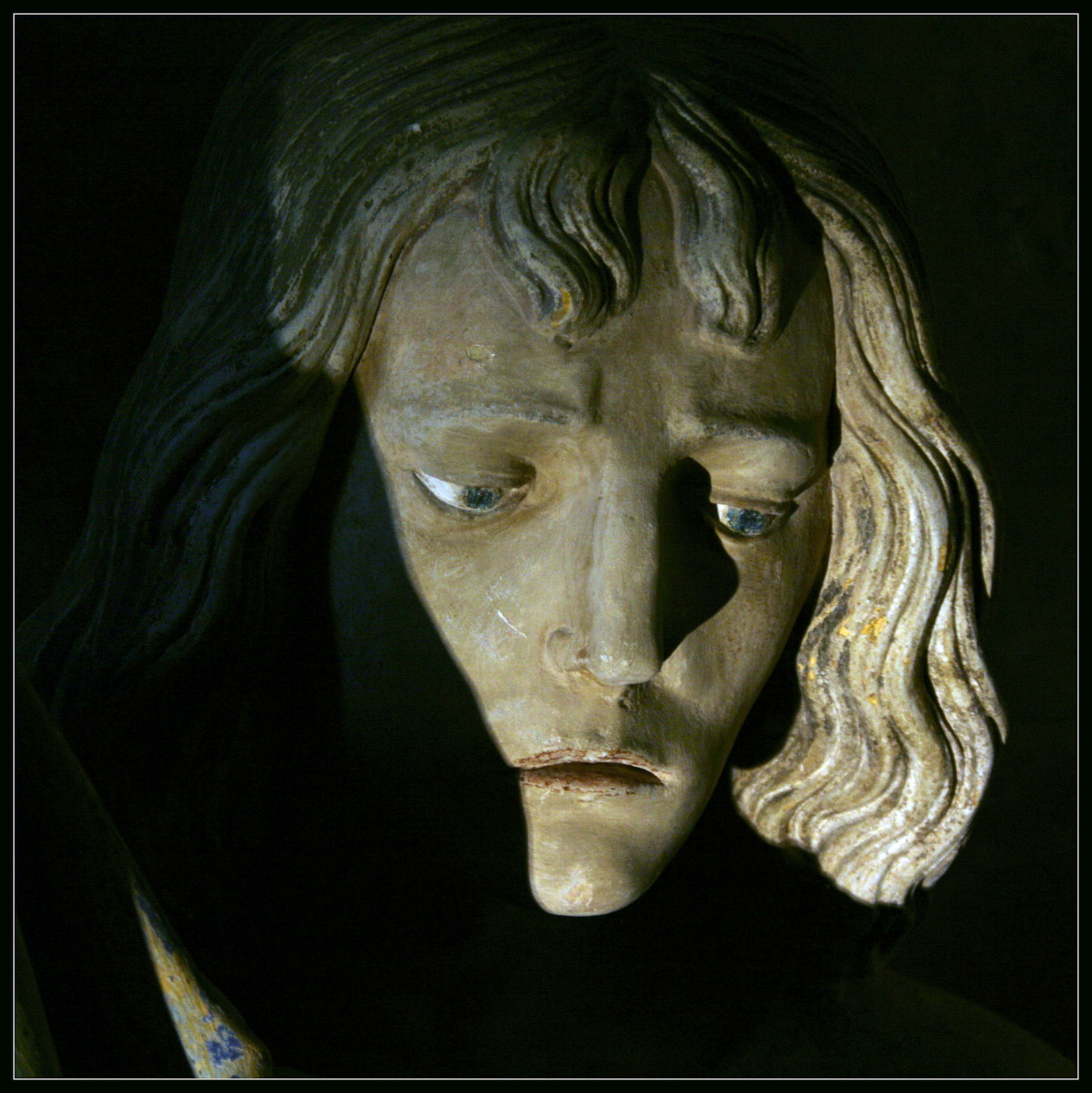
Saint Jean, détail de la Mise au Tombeau, Chaource
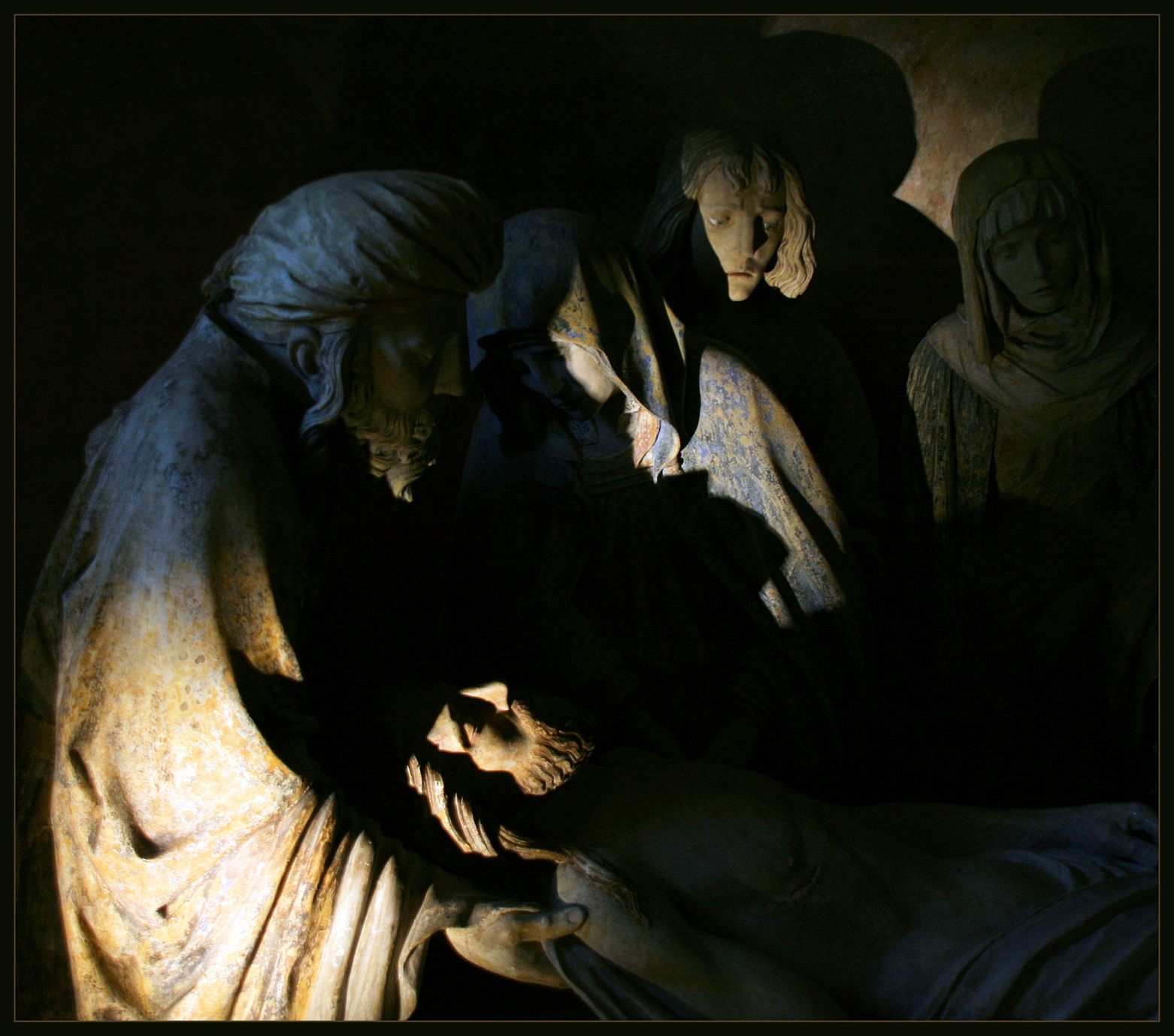
Détail de la Mise au Tombeau, Chaource
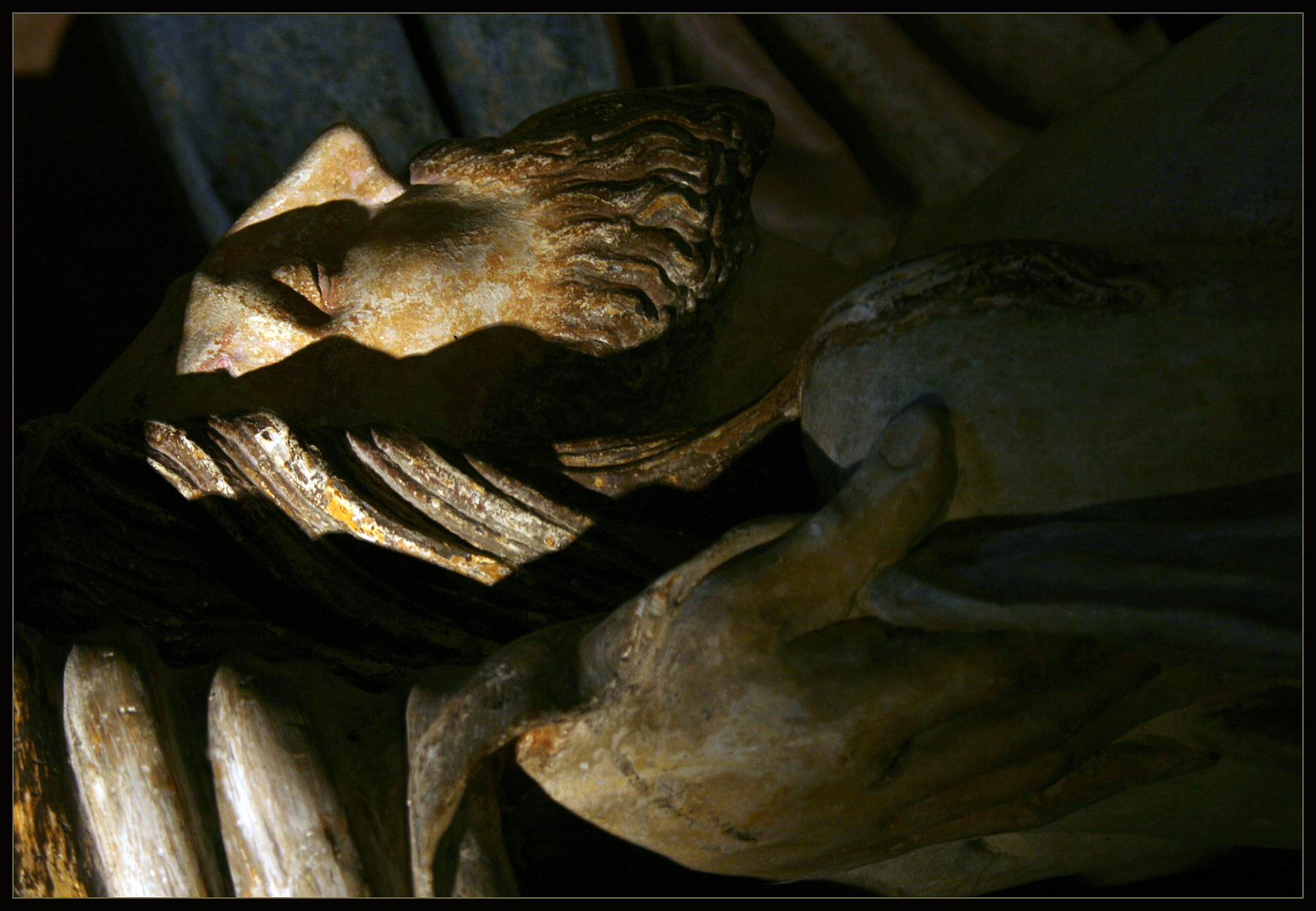
Le Christ mis au tombeau, Chaource
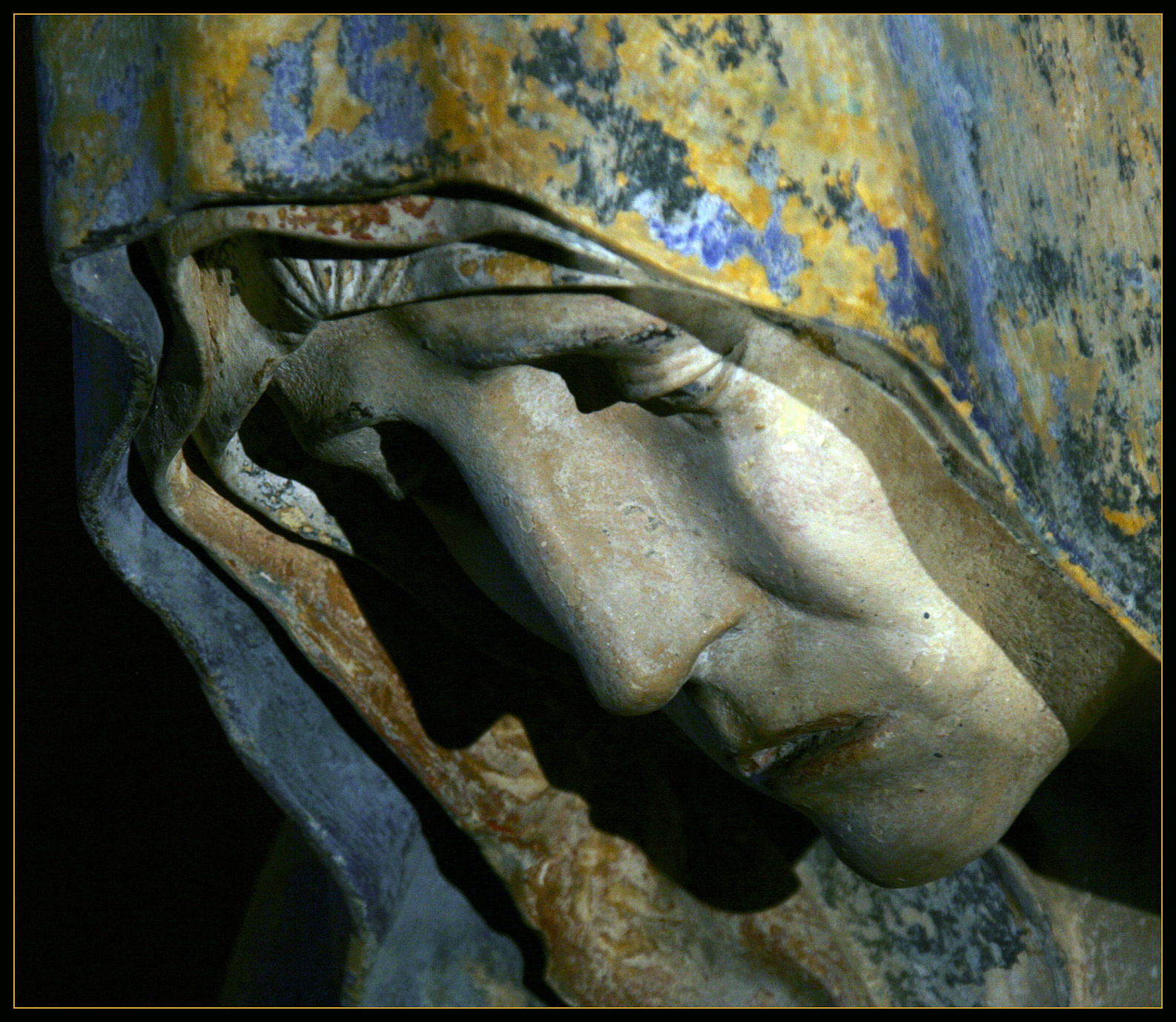
Mise au tombeau de Chaource, Marie
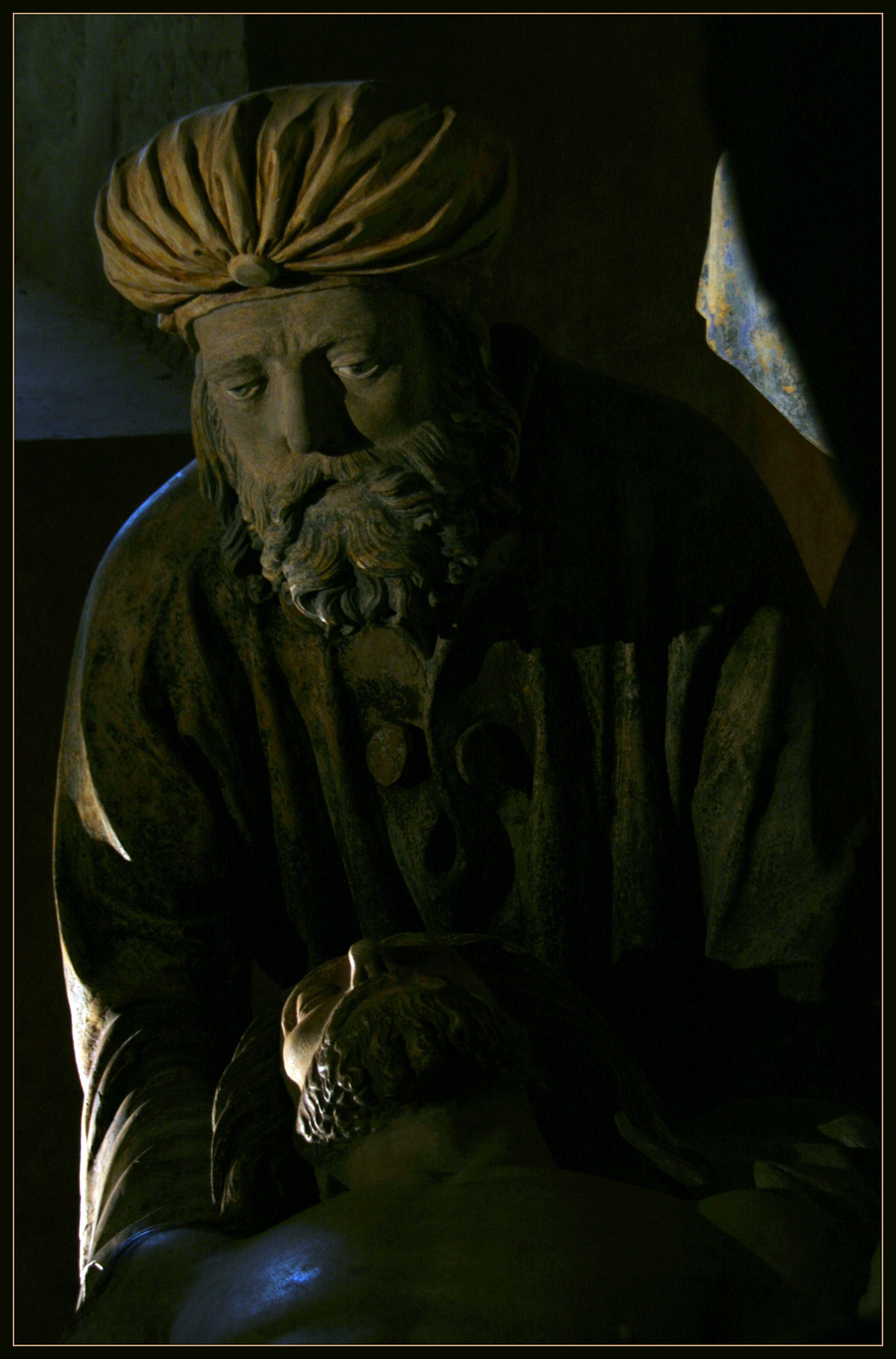
Mise au tombeau de Chaource, détail
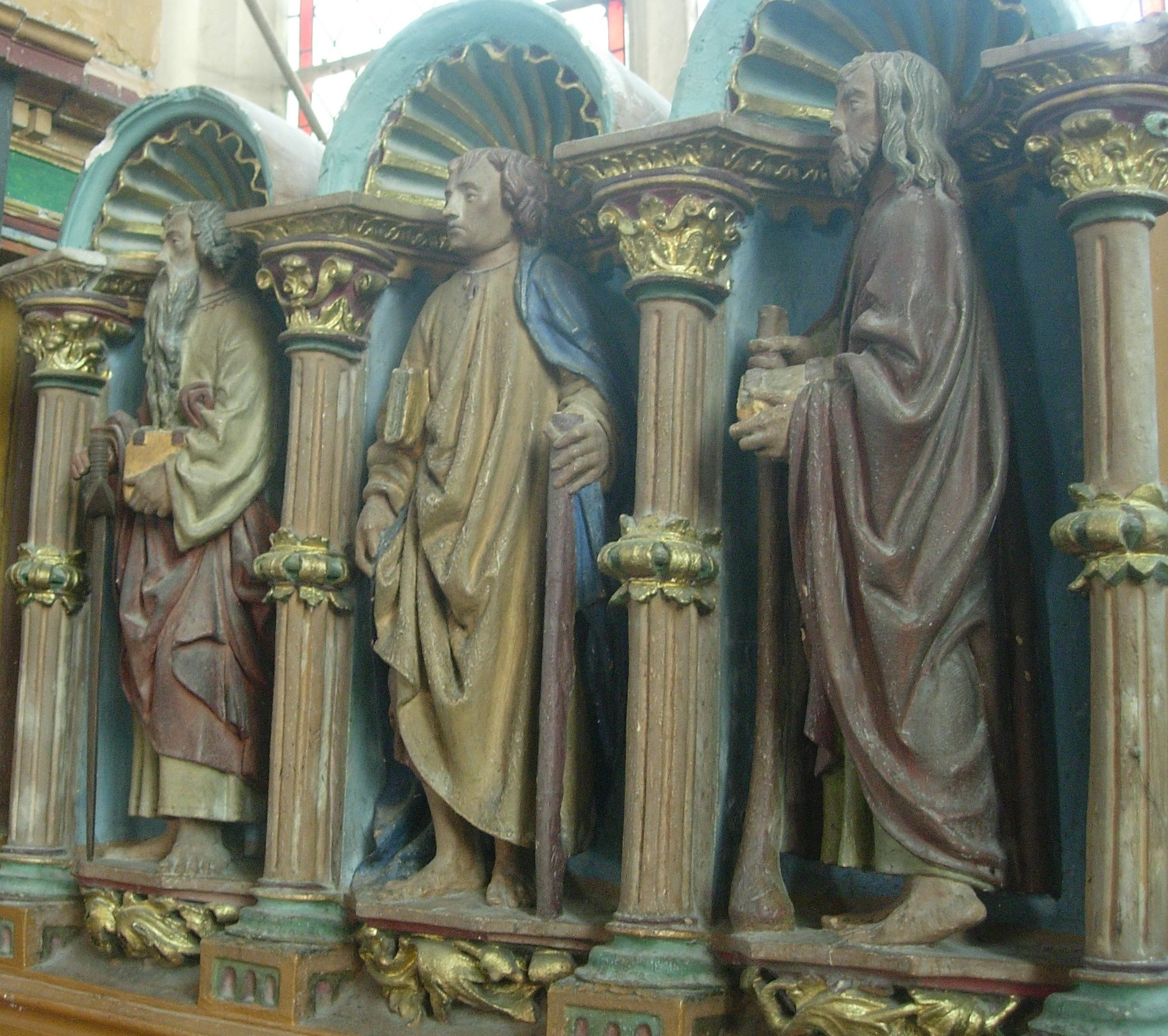
Retable de Marigny-le-Châtel (détail)
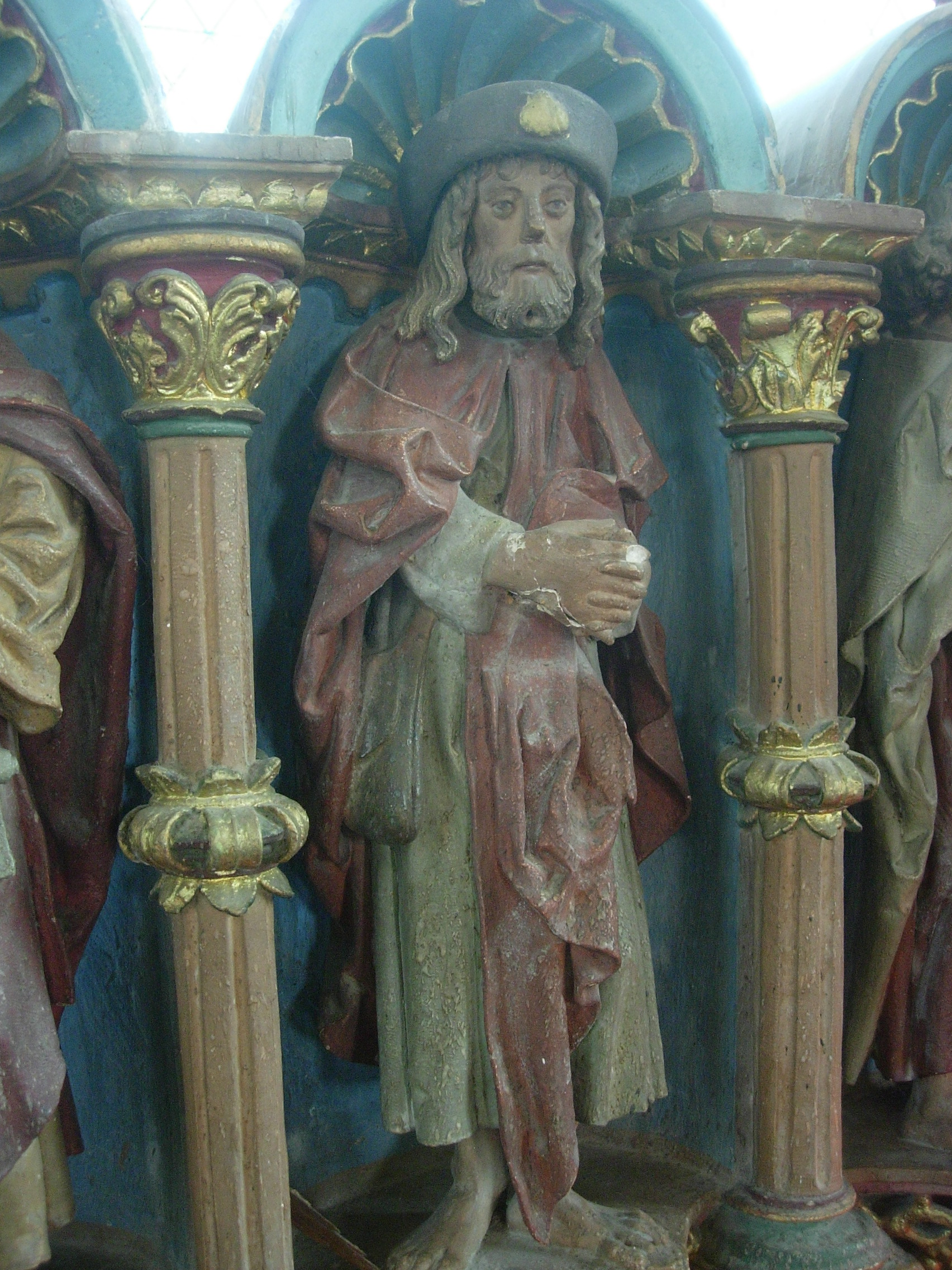
Retable de Marigny-le-Châtel: Saint Jacques
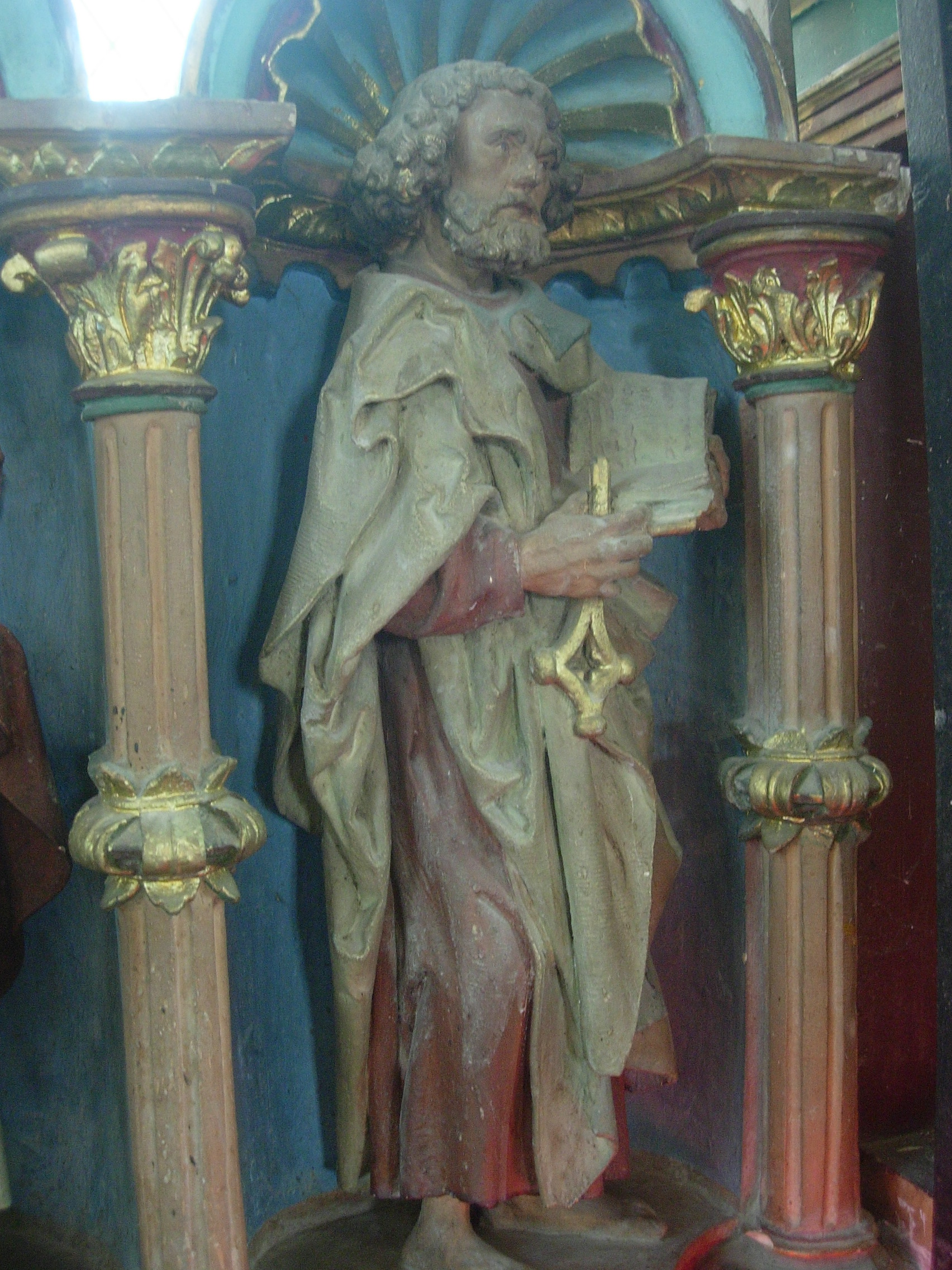
Retable de Marigny-le-Châtel: Saint Pierre